# Анталія
Анталія (тур. Antalya [antalja]; давньогрец. Ἀττάλεια) — п'яте за чисельністю населення місто Туреччини, столиця провінції Анталія. Розташована на південно-західному узбережжі Анатолії, біля гір Тавр, Анталія є найбільшим турецьким містом на узбережжі Середземного моря за межами Егейського регіону, де мешкає понад один мільйон людей. Популярний морський курорт серед українців.
Має великий міжнародний аеропорт.

## Історія
Анталія заснована в 159 році до н. е. грецьким царем Пергама Атталом II (грец. Ατταλος), тому грецька назва міста — Атталія (грец. Αττάλεια). 133 року до н. е. місто було завойовано римлянами. Пізніше Анталія стала зимовою резиденцією імператора Адріана. Довгий час Анталія була власністю Риму, після — Візантії.
Економічний спад регіону настав у VIII столітті, після значного землетрусу, набігів арабів (VII–VIII ст.ст.) та морських піратів. У 1080-х роках у регіоні почав поширюватись іслам (після вторгнення сельджуків).
У 1118 році, на початку правління візантійського імператора Іоанна II Комніна місто було анклавом імперії, знаходячись на значному віддаленні від земель імперії. У безпосередній близькості від міста розміщувались володіння сельджуків, так що можливо було дістатися тільки морем до іншої частини країни. 1119 року Іоанн II здійснив ряд походів проти турків і в результаті пробив по суші шлях в Атталію.
На початку XIII століття сельджуки у 1207 році завойовують Анталію та навколишні території. У 1321–1423 роках Анталія була центром незалежного бейліку Хамід. У 1423 р. Анталію завойовують турки-османи.
Після Першої світової війни, у 1919–1921 роках, місто було тимчасово окуповано італійцями.

## Географія
Анталія має спекотно-літній середземноморський клімат (Köppen: Csa) або "вологий" сухий літній субтропічний клімат (Trewartha: Cf або "вологий Cs"). Має відчутно спекотне, сухе літо та м’яку, дощову зиму. У той час як дощові періоди звичайні і часто сильні взимку, Анталія дуже сонячна, з майже 3000 годин сонячного світла на рік. Найвища рекордно зафіксована температура повітря досягла 45,4 ° C 1 липня 2017 року, що зазвичай становить у середньому 34,4 ° C, а найнижчий зафіксований температурний рекорд становив -4,6 ° C у лютому, коли низький середній показник становить всього 6,1 ° C. Середня температура моря коливається від 16 ° C взимку до 27 ° C влітку.
| Клімат Анталії                             | Клімат Анталії | Клімат Анталії | Клімат Анталії | Клімат Анталії | Клімат Анталії | Клімат Анталії | Клімат Анталії | Клімат Анталії | Клімат Анталії | Клімат Анталії | Клімат Анталії | Клімат Анталії | Клімат Анталії |
| Показник                                   | Січ.           | Лют.           | Бер.           | Квіт.          | Трав.          | Черв.          | Лип.           | Серп.          | Вер.           | Жовт.          | Лист.          | Груд.          |                |
| Абсолютний максимум, °C                    | 23,9           | 25,9           | 28,6           | 36,4           | 38,0           | 44,8           | 45,0           | 44,6           | 42,1           | 37,7           | 33,0           | 25,4           |                |
| Середній максимум, °C                      | 14,9           | 15,5           | 18,0           | 21,3           | 25,5           | 30,9           | 34,2           | 34,2           | 31,2           | 26,6           | 21,1           | 16,6           |                |
| Середня температура, °C                    | 9,9            | 10,4           | 12,7           | 16,2           | 20,5           | 25,4           | 28,4           | 28,2           | 24,8           | 20,0           | 14,9           | 11,4           |                |
| Середній мінімум, °C                       | 5,9            | 6,2            | 8,0            | 11,2           | 15,0           | 19,6           | 22,7           | 22,7           | 19,3           | 15,2           | 10,6           | 7,5            |                |
| Абсолютний мінімум, °C                     | −3,4           | −4,6           | −1,6           | 1,4            | 6,7            | 11,1           | 14,8           | 15,3           | 10,6           | 4,9            | 0,8            | −1,9           |                |
| Середня кількість сонячних годин на місяць | 139,5          | 156,8          | 204,6          | 219,0          | 288,3          | 297,0          | 310,0          | 279,0          | 237,0          | 213,9          | 162,0          | 133,3          |                |
| Норма опадів, мм                           | 234.2          | 160.7          | 96.8           | 46.2           | 30             | 9.6            | 2.2            | 2.5            | 12.3           | 67.7           | 131.9          | 263.3          |                |
| Днів з дощем                               | 12,3           | 10,8           | 9,0            | 7,2            | 5,6            | 2,9            | 1,4            | 1,4            | 2,3            | 5,8            | 7,5            | 12,0           |                |
| ------------------------------------------ | -------------- | -------------- | -------------- | -------------- | -------------- | -------------- | -------------- | -------------- | -------------- | -------------- | -------------- | -------------- | -------------- |

## Економіка
Металургія, текстильна, судноремонтна промисловість, туризм.

## Демографія
| Рік  | Населення |
| 2010 | 1 001 318 |
| 2008 | 798 507   |
| 2007 | 775 157   |
| 2000 | 603 190   |
| 1990 | 378 208   |
| 1985 | 258 139   |
| 1970 | 95 000    |
| 1965 | 72 000    |
| 1960 | 51 000    |
| 1955 | 36 000    |
| 1950 | 28 000    |
| 1945 | 26 000    |
| 1940 | 25 000    |
| 1935 | 23 000    |
| 1927 | 17 000    |

У 2010 році адресна система реєстрації народження показувала 1000018 населення столиці (502 491 чоловіка; 498 827 жінок). [4] Джерело за 1530–1889 рр.           

## Транспорт

### Міжміський автовокзал Анталії
Автовокзал Анталії розташований в районі Кепез провінції Анталія. Автостанція почала свою роботу в 1996 році, здійснює автобусні перевезення з Анталії в усі провінції Туреччини. З автовокзалу курсують автобуси до всіх туристичних районів і курортів Анталії.

## Туристичні пам'ятки
- Мінарет Ївлі — символ Антальї
- Термессос — античне місто
- Водоспад Дюден
- Олімпос — давнє еллінське поселення
- Гора Янарташ (Химера)
- Мечеть Іскеле
- Мечеть Текелі Мехмета-паші
- Міський археологічний музей Анталії
- Башта Хидирлик
- Годинникова башта Анталії
- Канатна дорога Тюнектепе
- Будинок-музей Ататюрка (Анталія)

## Міста-побратими
- Азов, Росія
- Алмати, Казахстан[2]
- Бат-Ям, Ізраїль
- Бат-Ям, Ізраїль
- Берестя, Білорусь[2]
- Владимир, Росія (2012)[2][3][…]
- Казань, Росія[2]
- Куньмін, КНР (10 травня 2013)[2][4][5]
- Мальме, Швеція (15 травня 2008)[6]
- Мостар, Боснія і Герцеговина[2]
- Нюрнберг, Німеччина (жовтень 1997)[2][7]
- Омськ, Росія (27 листопада 2012)[2][8][9]
- Остін, США[2]
- Ростов-на-Дону, Росія[2][10]
- Самарканд, Узбекистан[2]
- Сапопан, Мексика
- Серпухов, Росія[11]
- Спліт, Хорватія[2]
- Талдикорган, Казахстан[2]
- Фамагуста[d], Турецька Республіка Північного Кіпру
- /  Фамагуста, Кіпр / Турецька Республіка Північного Кіпру[2]
- Хайкоу, КНР (22 листопада 2010)[2][3][12]
- Чебоксари, Росія[2]
- Чикаго, США[2]
- Чонджу, Південна Корея[2]
- /  Ялта, Україна / Росія[2]